# Río Tongue
El río Tongue (en inglés: Tongue River, que significa «río Lengua») es un río del noroeste de los Estados Unidos, uno de los principales afluentes del río Yellowstone que discurre por la parte central de la vertiente oriental de las Montañas Rocosas. Tiene una longitud de 426 km.
El río Tongue drena la parte oriental de un área históricamente conocida como «región del río Powder», en la gran meseta al este de las montañas Bighorn. 
Administrativamente, el río discurre por los estados de Wyoming y Montana.

## Geografía
El río Tongue nace en la parte centro norte del estado de Wyoming, en el Condado de Sheridan, en el área protegida del Bosque Nacional Bighorn. El río nace por la unión de varias fuentes muy cortas que drenan los altos de las montañas Bighorn, en la vertiente oriental de las Twin Buttes, no lejos de alguna de las fuentes del río Little Bighorn. El río desciende por la vertiente oriental de las Bighorn en dirección este atravesando un cañón muy encajado, en el que va recibiendo pequeños arroyos. 
Sale de las montañas cerca de Dayton (678 hab. en 2000) y luego llega a Ranchester (701 hab.). Sigue hacia el Este, un corto tramo donde le cruzan la interestatal I-90 y las US Highway 14 y 87 y donde recibe al primero de sus afluentes de importancia, el arroyo Goose, que procede de la localidad de Sheridan (15.804 hab.) y drena una hermosa región bien regada del borde oriental de las Bighorn. Poco después el Tongue gira hacia el NNE y llega a la frontera meridional de Montana.
Se interna en Montana por el condado de Big Horn, y en seguida llega a Decker, y al poc recibe por la derecha, al arroyo Prairie Dog («Prairie Dog Creek», arroyo perro de la pradera). Llega después el río a una zona en la que está represado, la del homónimo embalse del Río Tongue, en cuyo margen izquierda ha sido declarada una zona como Parque Estatal («Tongue River Reservoir State Park»). Continua en la misma dirección NNE, atravesando la región de los Tongue River Breaks, por un angosto cañón en medio del que entra en el condado de Rosebud. Luego recibe por la derecha al arroyo Hanging Woman («arroyo de la mujer colgante») (56 km de longitud), justo antes de llegar a Birney (108 hab.). 
Luego el río forma el límite oriental de la Reserva India Cheyene Norte («Northern Cheyenne Indian Reservation») durante un largo tramo que llega hasta al norte de Ashland (464 hab.). En la otra ribera, en la occidental se encuentra el Bosque Nacional Custer. Justo antes de llegar a Ashland el río es atravesado por la US-212 y en Ashland recibe, también por la derecha, al arroyo Otter (Otter Creek) (con una longitud de 64 km).  Sigue cada vez más NNE, y antes de llegar a Brandenberg recibe al arroyo Breaver. Luego entra en el Condado de Custer. Llega a Garland y después que el río sigue fluyendo en un amplio valle, y casi al final, recibe al último de sus tributarios, el largo arroyo Pumpkin («Pumpkin Creek», arroyo calabaza, con 114 km). Desemboca por la margen derecha en el río Yellowstone, cerca de Miles City (8.487 hab.). En el último tramo el río es acompañado por la US-59.
La mayoría del curso del río Tongue discurre a través de los hermosos y variados paisajes del este de Montana, incluyendo el cañón del río Tongue, los Tongue River Breaks, y los montes de pinos del sur de Montana, y las colinas y pastizales que eran antiguamente hogar de las grandes manadas migratorias del bisontes americano.

## Régimen hídrico
El río Tongue es alimentado por las nieves del invierno que caen en las elevaciones más altas de las montañas Bighorn. El río crece en marzo y abril debido al deshielo en las elevaciones más bajas, y de nuevo en junio cuando en el verano se derrite la nieve de las cumbres más altas. El caudal en la parte superior del río durante el verano es generalmente estable, pero en los últimos meses de un verano seco, en la parte baja, el curso se reduce a unos pocos charcos de agua conectados por un pequeño goteo. El río está congelado, en general, durante los meses de invierno. 
Las cuencas hidrográficas limítrofess son, por el oeste, la cuenca del arroyo Rosebud; y por el este, la cuenca del río Powder. Ambos ríos, como el Tongue, discurren en dirección norte hasta desaguar en el río Yellowstone.

## Historia

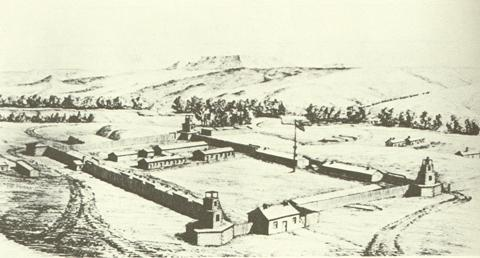
Antiguo Fort Reno, establecido en 1865 a orillas del río Powder para proteger a los colonos que recorrían la ruta Bozeman.

El curso alto del río Tongue fue lugar de paso de una de las rutas a los campos de oro de Montana, la ruta Bozeman. Por ello se construyó en 1865 varios fuertes en esta zona, Fuerte Reno y Fuerte Phil Kearny, que controlaban el paso de los colonos. En 1865,  el 29 de agosto, Patrick Edward Connor en una campaña de protección de los colonos derrotó a los arapaho en la que es conocida como batalla del Río Tongue.
Más tarde, el Tratado de Fort Laramie (1868) reconoció el control de la región del río Powder para la nación lakota y finalizaron los viajes por la ruta Bozeman. El presidente Ulysses S. Grant ordenó el abandono de los fuertes, y varios de ellos fueron luego incendiados. En 1876, a raíz de la Guerra Black Hills, el Ejército volvió a abrir la ruta Bozeman y se reconstruyeron los fuertes.